# A.C. Gamél
A.C. Gamél var en dansk urtekræmmer- og grossistvirksomhed, som blev grundlagt 25. august 1805 af Augustin Gamél (den ældre) (1770-1829), som samme år havde købt huset Østergade 20 (senere nr. 27) i København. Han var indvandret til Danmark fra Provence. I begyndelsen omfattede handelsvirksomheden foruden vellugtende sager og olier alle slags finere delikatesser. Senere trådte artiklen kaffe, især javakaffe, helt anderledes i forgrunden og blev den primære handelsvare. Ved åbningen i 1805 var Gaméls butik den eneste, hvor man kunne få brændt kaffe. Indtil Frederik VI's død i 1839 var firmaet leverandør til hoffet (dette var før indførelsen af prædikatet kongelig hofleverandør).
Helt indtil lukningen, der må være sket i 1940'erne, da firmaet ikke optræder i Kraks Forlags Danmarks ældste Forretninger (1950), var firmaet ledet af familien Gamél. Augustin Gaméls søn Antoine Gamél (1809-1879) overtog efter faderens død 1829 virksomheden. I 1869 blev hans ældste søn Augustin Gamél (den yngre) (1839-1904) optaget i virksomheden, efterfulgt 1879 af den yngre søn, cand.pharm. Arnold Gamél (1848-1912), der dog ikke spillede en ledende rolle. Da Augustin Gamél nogle år før sin død 1904 blev sindssyg, trak han sig fra virksomheden, som dernæst blev ledet af Arnold Gamél indtil 1906, hvor sønnen Cyril Gamél (1879-1924) tog over. Ved hans død 1924 arvede hustruen Ragnhild Gamél (1877-1949) forretningen, som drev den sammen med sønnen Augustin Cyril Pierre de Pascalin Gamél (1914-?).

## Ledelse
- 1805-1829: Augustin Gamél (1770-1829)
- 1829-1879: Antoine Gamél (1809-1879)
- 1869-189?: Augustin Gamél (1839-1904)
- 1879-1906: Arnold Gamél (1848-1912)
- 1906-1924: Cyril Gamél (1879-1924)
- 1924-194?: Ragnhild Gamél (1877-1949)